# Мнішек (Куявсько-Поморське воєводство)
Мнішек (пол. Mniszek) — село в Польщі, у гміні Драгач Свецького повіту Куявсько-Поморського воєводства.
Населення — 137 осіб (2011).
У 1975-1998 роках село належало до Бидгощського воєводства.

## Демографія
Демографічна структура станом на 31 березня 2011 року:
|          | Загалом | Допрацездатний вік | Працездатний вік | Постпрацездатний вік |
| -------- | ------- | ------------------ | ---------------- | -------------------- |
| Чоловіки | 74      | 16                 | 53               | 5                    |
| Жінки    | 63      | 21                 | 35               | 7                    |
| Разом    | 137     | 37                 | 88               | 12                   |